# John John Molina
John John Molina est un boxeur portoricain né le 17 mars 1965 à Fajardo.

## Carrière
Premier champion du monde des super-plumes WBO après sa victoire aux points contre Juan La Porte le 29 avril 1989, il remporte à sa seconde tentative la ceinture IBF de la catégorie aux dépens de Tony Lopez le 7 octobre 1989. Battu l'année suivante par le même Lopez lors de leur 3e combat, Molina remporte à nouveau la ceinture IBF le 22 février 1992 face à Jackie Gunguluza par arrêt de l'arbitre à la 4e reprise. Il conserve 7 fois ce titre puis le laisse vacant en 1995 afin d'affronter Oscar de la Hoya. Il s'incline aux points à l'unanimité des juges puis combat jusqu'en 2001 sans remporter de titres majeurs.